# آندره‌آ استراماچونی
آندره‌آ استراماچونی (ایتالیایی: Andrea Stramaccioni, تلفظ ایتالیایی: [anˈdrɛ:a stramatˈtʃo:ni]، زادهٔ ۸ ژانویهٔ ۱۹۷۶) بازیکن پیشین و سرمربی کنونی فوتبال اهل ایتالیا است.
استراماچونی سابقه هدایت تیم‌های اینتر میلان، اودینزه، پاناتینایکوس، اسپارتا پراگ، استقلال و الغرافه را در کارنامه خود دارد.

## زندگی شخصی
آندره‌آ با دالیلا استراماچونی (اهل ایتالیا) ازدواج کرد و حاصل این ازدواج چهار فرزند به نام‌های جولیو، اِلنا و نینا و لیزا استراماچونی است. وی فارغ‌التحصیل رشتهٔ حقوق است.

## دوران مربیگری

### جوانان آ. اس رم
استراماچونی اولین بار در سال ۲۰۰۳ و با تیم جوانان آ. اس رم طعم موفقیت را چشید. او در سال ۲۰۰۴ هم عملکردی موفقیت‌آمیز داشت تا رم بیش از پیش به او علاقه‌مند شود، تیمی که آندره‌آ در کودکی هوادار آن بوده است. او در کنار یکی از اسطوره‌های آ.اس رم، برونو کونتی کارش را آغاز کرد. کونتی در امر استعدادیابی مردی با مهارت بالا بود.
آندره‌آ در مدت زمان بسیار کمی که کارش را آغاز کرده بود کارهای بزرگی انجام داد و باعث شد تا مدیران باشگاه به او اعتماد کنند و هدایت تیم زیر ۲۰ ساله‌های رم را به او بسپارند. او در سال ۲۰۰۷ موفق شد Tricolore را فتح کند. حالا دیگر بالا رفتن آندره‌آ از پله‌های ترقی در دنیای مربی‌گری آغاز شده بود.

### اینتر میلان
اینتر میلان در فصل ۲۰۱۱–۲۰۱۲ ابتدا گاسپرینی را روی نیمکت داشت که به دلیل کسب نتایج ضعیف کنار گذاشته شد. در ادامه کلودیو رانیری سرمربی شد و او هم نتایج خوبی نگرفت تا اینکه استراماچونی در ۹ بازی آخر هدایت نراتزوری را بر عهده گرفت و با کسب ۱۷ امتیاز، اینتری‌ها را به لیگ اروپا رساند که نتیجه خوبی به حساب می‌آمد.
این نتایج باعث شد تا موراتی رسماً هدایت اینتر را به استراماچونی بسپارد. اینتر فصل ۲۰۱۲/۱۳ با حضور بازیکنانی چون آنتونیو کاسانو، دیگو میلیتو، رودریگو پالاسیو، استبان کامبیاسو، خاویر زانتی، کریستین چیوو و … در ۳۸ بازی ۱۶ برد به دست آورد و در رتبه نهم قرار گرفت استراماچونی در این مدت توانست رکورد ۱۰ برد پی در پی را بشکند و بازی‌های پر گل و با کیفیتی را در خاطر هواداران این تیم به یادگار بگذارد به عنوان مثال می‌توان به بازی خاطره انگیز اینتر و جنوا اشاره کرد که با برد ۵ بر چهار به سود یاران استراماچونی به اتمام رسید. آن‌ها در نیمه‌نهایی جام حذفی رفت و برگشت مقابل رم شکست خوردند و در اولین مسابقه حذفی لیگ اروپا در مرحله یک شانزدهم نهایی مقابل تاتنهام مغلوب و از جام کنار رفتند. یکی از بهترین نتایج استرا در اینتر شکست یوونتوس در تورین و شکستن رکورد کم‌نظیر این تیم بود.

### اودینزه
استراماچونی در ۱۴ ژوئن ۲۰۱۴ با امضا قراردادی رسماً هدایت اودینزه را بر عهده گرفت و با توجه به پایان قراردادش، آن را تمدید نکرد و از این تیم جدا شد.

### پاناتینایکوس
در تاریخ ۸ نوامبر ۲۰۱۵ استراماچونی به عنوان سرمربی باشگاه پاناتینایکوس در سوپر لیگ فوتبال یونان منصوب شد و قراردادی دو ساله را امضا کرد.
از همان ابتدای رقابت‌های پاناتینایکوس نتایج این تیم بسیار دور از انتظارات طرفداران بود، از جمله شکست سه بر صفر برابر المپیاکوس و شکست مقابل نانسی و آژاکس و حذف تیم از مرحله گروهی لیگ اروپا با تنها یک امتیاز. در نتیجه پس از شکست پاناتینایکوس به «او اف آی کریت»، مدیریت باشگاه تصمیم گرفت قرارداد استراماچونی را در تاریخ اول دسامبر ۲۰۱۶ منقضی کند.

### اسپارتا پراگ
در تاریخ ۲۸ مه ۲۰۱۷، او به باشگاه اسپارتا پراگ در جمهوری چک پیوست و قراردادی دو ساله امضا کرد. در ماه ژوئیه ۲۰۱۷، این باشگاه پس از شکست در هر دو بازی رفت و برگشت مقابل ستاره سرخ بلگراد در دور سوم مقدماتی از لیگ اروپا حذف شد. سه ماه بعد، اسپارتاپراگ در دور چهارم از جام حذفی جمهوری چک نیز حذف شد. سرانجام در ششم مارس ۲۰۱۸، استراماچونی از هدایت اسپارتاپراگ نیز برکنار شد.

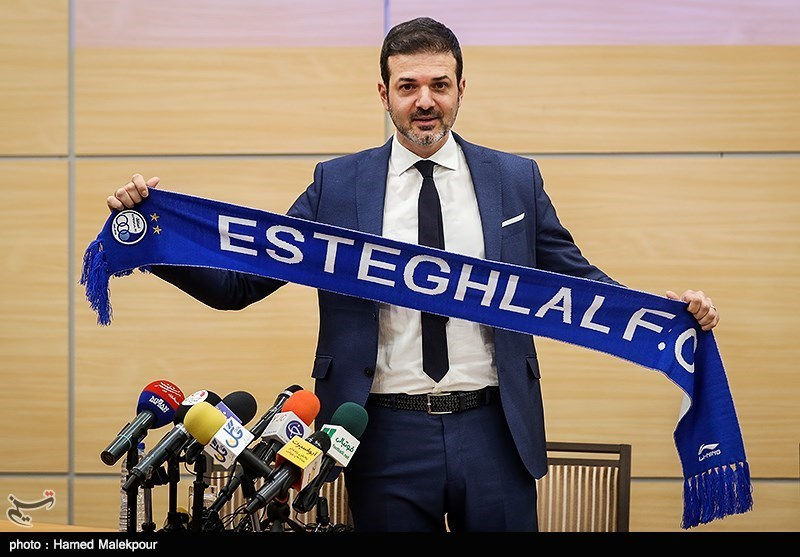

### استقلال
در ۱۳ ژوئن ۲۰۱۹ استراماچونی با قراردادی دو ساله به باشگاه فوتبال استقلال تهران پیوست. وی با استقلال شروع خوبی نداشت و پس از باخت در دربی تهران در بحران قرار گرفت اما پس از آن به یکباره با این تیم اوج گرفت و رکورد یازده بازی رسمی بدون شکست را به ثبت رساند که قبل از آن در هیچ تیمی موفق به انجام آن نشده بود. تیم استقلال با هدایت او با پیروزی چهار بر دو مقابل تراکتور هزارمین امتیاز خود در تمام ادوار لیگ برتر فوتبال ایران را به دست آورده و استقلال را پس از مدت‌ها به صدر جدول لیگ برتر فوتبال ایران رساند. استقلال با هدایت استراماچونی از مدعیان اصلی قهرمانی در لیگ نوزدهم و لیگ قهرمانان آسیا ۲۰۲۰ به‌شمار می‌رفت اما وی پس از چند اولتیماتوم به مدیریت باشگاه برای رفع مشکلاتی نظیر زمین تمرین نامناسب، دیرکرد در پرداخت حقوق بازیکنان و کادر فنی، مشکل پرداخت و نقل و انتقال دستمزدش به بهانه تحریم‌ها و ایجاد مشکلات قانونی برای وی در کشورش، سه بازی مانده به پایان نیم فصل، ایران را ترک کرده و به کشورش بازگشت. پس از این اتفاق و در پی بحران به‌وجود آمده و خشم هواداران استقلال از مدیریت باشگاه، اعتراضات گسترده‌ای در محل باشگاه و مقابل وزارت ورزش و جوانان ایران صورت گرفت اما سرانجام، در ۱۲ دی ماه ۱۳۹۸ جدایی آندره‌آ که به عنوان محبوب‌ترین سرمربیان استقلال از آن یاد می‌شود از استقلال رسماً توسط باشگاه اعلام شده و فرهاد مجیدی جایگزین او شد.

### الغرافه
وی در تاریخ ۳ ژوئیهٔ ۲۰۲۱ رسماً هدایت تیم الغرافه را بر عهده گرفت.او در تاریخ ۳۱ اکتبر ۲۰۲۲ از سمت خود برکنار شد.

## آمار مربی‌گری
تا تاریخ مسابقه بازی شده ۲ دسامبر ۲۰۲۲
| تیم          | کشور      | از            | تا            | رکورد | رکورد | رکورد | رکورد | رکورد   |
| تیم          | کشور      | از            | تا            | G     | W     | D     | L     | پیروز % |
| ------------ | --------- | ------------- | ------------- | ----- | ----- | ----- | ----- | ------- |
| اینتر میلان  | ایتالیا   | ۲۶ مارس ۲۰۱۲  | ۲۴ مه ۲۰۱۳    | ۶۵    | ۳۱    | ۱۱    | ۲۳    | ۰۴۸     |
| اودینزه      | ایتالیا   | ۴ ژوئن ۲۰۱۴   | ۳۰ ژوئن ۲۰۱۵  | ۴۱    | ۱۲    | ۱۲    | ۱۷    | ۰۲۹     |
| پاناتینایکوس | یونان     | ۹ نوامبر ۲۰۱۵ | ۱ دسامبر ۲۰۱۶ | ۵۲    | ۲۲    | ۱۴    | ۱۶    | ۰۴۲     |
| اسپارتا پراگ | جمهوری چک | ۲۸ مه ۲۰۱۷    | ۶ مارس ۲۰۱۸   | ۲۳    | ۱۰    | ۷     | ۶     | ۰۴۳     |
| استقلال      | ایران     | ۱۳ ژوئن ۲۰۱۹  | ۸ دسامبر ۲۰۱۹ | ۱۵    | ۹     | ۴     | ۲     | ۰۶۰     |
| الغرافه      | قطر       | ۳ ژوئیه ۲۰۲۱  | ۳۱ اکتبر ۲۰۲۲ | ۵۳    | ۲۱    | ۱۲    | ۲۰    | ۰۴۰     |
| مجموع        | مجموع     | مجموع         | مجموع         | ۲۷۵   | ۱۱۵   | ۷۱    | ۸۹    | ۰۴۲     |

## افتخارات

### سرمربی
اینتر میلان
لیگ قهرمانان جوانان اروپا: ۱۲–۲۰۱۱